# NGC 1959
NGC 1959 je otvoreni skup u zviježđu Stolu. 

## Vanjske poveznice
- SEDS: NGC 1959